# Бад Залцуфлен
Бад Залцуфлен (њем. Bad Salzuflen) град је у њемачкој савезној држави Северна Рајна-Вестфалија. Једно је од 16 општинских средишта округа Липе. Према процјени из 2010. у граду је живјело 54.078 становника. Посједује регионалну шифру (AGS) 5766008, NUTS (DEA45) и LOCODE (DE BFN) код.

## Географски и демографски подаци
Бад Залцуфлен се налази у савезној држави Северна Рајна-Вестфалија у округу Липе. Град се налази на надморској висини од 72 метра. Површина општине износи 100,1 km². У самом граду је, према процјени из 2010. године, живјело 54.078 становника. Просјечна густина становништва износи 540 становника/km².

## Међународна сарадња
| Мјесто      | Држава               | Врста сарадње | Од    |
| ----------- | -------------------- | ------------- | ----- |
| Ист Јоркшир | Уједињено Краљевство | партнерство   | 1980. |
|             | Француска            | партнерство   | 1975. |
| Извор       |                      |               |       |